# Čermelj
Čermelj je priimek v Sloveniji, ki ga je po podatkih Statističnega urada Republike Slovenije na dan 1. januarja 2010 uporabljalo 372 oseb in je med vsemi priimki po pogostosti uporabe uvrščen na 969. mesto.

## Znani nosilci priimka
- Aleksandra Čermelj (* 1983), pevka, glasbenica
- Branko Čermelj (1926—2023), partizan, borec za Primorsko in priznanje žrtev vojnega nasilja, zgodovinski publicist, zbor. pevec
- Branko Čermelj (* 1962), geolog
- Bruno Čermelj (1921—2003?), učitelj, borec v Grčiji (EAM & ELAS), publicist "Boj pod Olimpom"
- Cecilija Čermelj Merljak, zborovodkinja
- Jan Čermelj, fotograf
- Lavo Čermelj (1889—1980), fizik in publicist (strok. za manjšinsko problematiko)
- Peter Čermelj (1900—1973), planinec
- Viktor Čermelj (1899—1973), učitelj, aktivist OF, zborovodja (Prešernova nagrada? 1952?)
- Zmago Čermelj,